# 謎の彼女X
『謎の彼女X』（なぞのかのじょ エックス）は、植芝理一による日本の漫画作品。『月刊アフタヌーン』（講談社）に2004年10月号に掲載された読切作品『謎の彼女X』を第0話として、2006年5月号より2014年11月号まで連載された。全92話（第0話を含めると93話）。単行本は全12巻が刊行されている。2012年4月から6月までテレビアニメが放送された。また、本作の小説版が講談社ラノベ文庫から刊行された。

## 概要
唾液で感情を伝達する特殊な能力を持ち、「ハサミ」が趣味という変わった高校2年生「謎の彼女X」と主人公の恋愛を描いた学園恋愛漫画。作品のテーマは17歳という微妙な年齢の男女関係の不安定さや、男性から見た女性の情動の不可解さ。タイトルの「X」は、ヒロインが持つハサミの形からも来ている。各話のサブタイトルには全て「謎の」という言葉が含まれている。
物語の舞台となっているのは、東京の架空の都市「風見台」。年代設定は「20XX」年だが、ポラロイドカメラが登場したり、携帯電話が登場しなかったりと、作者が高校時代を過ごした1980年代の空気が色濃く反映され、2000年代とも1980年代とも言い切れない曖昧な雰囲気を醸し出している。桜の花・夏休み・文化祭・冬服など季節ネタも多数盛り込まれているが、主人公たちはストーリーの時間の経過を無視するかのように常に高校2年生、17歳である。第0話「謎の彼女X」は高2の夏6月だが、第14話「謎の雨宿り」は高2の5月（衣替前）に戻っている。第6話「謎の夏休み」では最初のデートを8月31日としているが、第16話「謎の海水浴」では夏休みの卜部の帰省後に2人で海水浴に出かけている。また、第27話「謎の暑中見舞い」では夏休みの椿の帰省後に2人で花火大会に出かけている。
「唾液」による心理状態の伝達で主人公がヒロインの唾液を舐めたり、女性同士で唾液を舐めさせたりする点や、ヒロインがパンツの右腰部に安全バサミを常に隠し持っている点、本編中のエピソードでヒロインがスカートの下に何も穿かずに学校で過ごす点など、作品中に男性のフェティッシュがちりばめられている。
作品については作者のこれまでの路線と違いオカルト的な要素が無く、高校生の恋愛を主題に日常の表現に重きを置いた作品になっている。当初『夢使い』の次回作として構想された作品は『古事記』に記されている古代の不思議な一族の血筋を継ぐ少女と、その少女に恋する少年との伝奇的恋愛ものだった。しかし、編集部から「少年と少女が出会う物語で『古事記』の伝説のようなオカルト的要素は必要なのか？　思春期の少年にとって、少女とは、少女であるということだけで神秘的で、とてつもなく謎めいた存在なのではないか？」とのクレームがつき、悪戦苦闘、紆余曲折の末に第0話「謎の彼女X」が生まれた。

## あらすじ
当初、普通の高校生の椿明と、クラスに転校してきた「謎」の少女卜部美琴は互いに関心がなかったが、美琴が放課後の教室でうたた寝したときに机に残された唾液を明が舐めたことをきっかけに、二人の交流が始まる。間もなく明は美琴に告白し、「独創的」なアプローチを受け入れた美琴は明の彼女となる。美琴は、明が初めての性体験の相手になるとか、ゆくゆくは明の「謎」の妻になりたいというような言動をする一方で、普通に手をつなぐことや肩を抱かれることを拒否するなど独自の価値観を持っており、明を戸惑わせる。しかし禁断症状を予防するために美琴の唾液を毎日のように舐めるうちに、明は次第に美琴の考え方を受け入れるようになってゆく。また、明の親友である上野公平と付き合っている丘歩子が美琴に興味を持つようになってからは、美琴も歩子の唾液を通じて、心を開くようになる。

## 登場人物
※担当声優は、ドラマCD版・TVアニメ版共通のもの。

### 主要人物
椿 明（つばき あきら）
声 - 入野自由
本作の主人公。都立風見台高校2年A組。自発的に、居眠りしていた美琴の残した唾液を舐めたことがきっかけで、美琴と交際している。それ以来、彼女の唾液の摂取を日課にすることで恋の病の禁断症状を予防している。また明が美琴の唾液を舐めることにより、彼女の心理や情動が伝わることもあり、この現象がこの作品の展開において重要な役割を果たしている。
いかにも普通の男子高校生といった風情であり、親友の上野によると「運動神経も成績も並だけど、根はイイ奴」らしい。映画研究部に所属するが、幽霊部員となっている。普段は禁断症状防止のための日課のため帰宅途中の橋のところで美琴と待ち合わせをして帰宅している。なお第0話で美琴に愛の告白を行った時点では、未だ「童貞」であると語っている。
幼い頃に母親と死別しており、7歳年上の姉が母親代わり。本人に母親の記憶は殆ど無い。そのため母親と死別した時のことも覚えておらず、悲しみも抱いていない。しかし美琴の唾液の能力によって、幼い頃には悲しんでいたらしいということを伝えられる。
得意スポーツはボウリングで明が唯一の取り得と語っている。
卜部 美琴（うらべ みこと）
声 - 吉谷彩子
本作のヒロイン。風見台高校2年A組に転校してきた無愛想・無表情な女子生徒で、「謎の彼女」1号である。髪はぼさぼさのショートカットで、寝癖がついても本人は気にしていない。両目は普段は長い前髪に隠れているが、時おり（主に左目が）髪の間から見えることがある。目はツリ目気味の三白眼（ただし、第3巻くらいまでは気だるげな垂れ目に描かれており、テレビアニメ版の人物デザインもそちら寄りとなっている）。いつもボサボサな前髪に隠れて顔はよく見えないが結構かわいいらしく、またスタイルも良い。
マンションに家族と住んでいるようだが、自宅が登場する時は家族はいつも全員出かけており、姿をあらわしたことはない。私生活、家族構成、生い立ちなどの多くが謎に包まれており、転校以前の友人知人が登場したことも一切ない。ただし、父親の実家が海の近くにあることだけは判明している。
過去に男性を好きになったり付き合ったりした経験はない、と発言しており、明からの告白場面では「処女」であると告げている。恋愛に関しては古風かつ純な考え方を持っているようにも見えるが、その一方で常軌を逸した（と取れる）行動に及ぶことも少なくなく、明を困惑させている。もっとも、本人の中では辻褄が合っているらしい。
もともと無口で極端に無愛想・無表情である上、転校初日の授業中、明をふと見た時に「椿明が生まれて初めてSEXする相手である」という誰かの声が聞こえ、椅子から転げ落ちるほど大笑いしたため、クラスメイトから「変な奴」とのレッテルを貼られた（もっとも、当の本人は何とも思っていない）。休み時間も席で一人寝て過ごすなどクラスメイトとの交流を拒否しており、そのために当初は「絆」のある明以外の人間との交流が全くと言っていいほどなかった。しかし丘と接点ができて以降少しずつ変化を見せ始め、また、そのずば抜けた運動能力の高さが認められたこともあり、「変わり者」ポジションのままではあるもののそれなりにクラスメイトとも話をするようになってきている。またそれとともに、実は美人であることやスタイルが良いことも知られ始めている。
唾液を相手に舐めさせることによって、自分の考えや感情を他人に伝達することができる。逆に、相手の唾液を舐めることで相手の考え・感情を受け取ったり、場合によっては前夜見た夢の内容や、本人も覚えていないような古い感情の記憶を感じ取ることも可能。また心理的なものだけでなく、負傷や体調不良といった肉体の状態までも伝達されることがある。ただし、この伝達は誰にでも生じるものではなく、「絆」を持った者同士でなければ発現しない。現時点で美琴とそこまで深い「絆」を持っているのは、明と丘の2人だけである。なお「すっごくうれしいことが起こると」口から唾液が大量に溢れ出てしまう。また、明に耳を舐められたことをきっかけに、耳を触られると（嬉しいのか気持ちが良いのかは不明だが）涙が溢れ出るという新しい感覚を獲得している。
趣味はハサミであり、常に先の丸まった安全ハサミをパンツに挟んで身につけている。冬にはハサミをパンツに挟むため、ストッキングではなくガーターベルトとタイツを着用している。
明が一方的に抱きつこうとしたりすると素早くかわしたり、強い攻撃力を備えたパンツ・ハサミを発動させたりする。なぜハサミ捌きが上手いのかについては「私はそういう人だから」と答えている。ハサミを取り出す際はスカートがまくれ上がり、パンツが丸見えになることが多いが、本人は気にしていない。ただし、うっかりハサミを挟んでおくのを忘れてパンツだけを見せてしまった時は恥ずかしく思うらしい。また、体の接触がまったく駄目というわけでもなく、時には自分から明に胸を触らせたり、明を抱きしめたりすることがある（あくまで普段触らせないのは「必要が無いから」の模様）。
運動能力はずば抜けて良い。父方の田舎が海に近いことから水泳が得意であり、さらに短距離走では陸上部にスカウトされ、インターハイも夢ではないと言われるほどの素質を持つ。しかし当人はそうしたことにはまったく興味はなく、明との帰宅部生活を楽しんでいる。
明の彼女になった当初は「唾液による絆」の性質に戸惑う彼を、謎めいた言動で翻弄することが多かった。しかし時が経つにつれ、明が「絆」をある程度理解したこと、そして美琴自身の明への想いが根付いたことにより、逆に彼に翻弄されることも増えている。
声優においては、アニメ化にて配役発表するも原作ファンから声優経験の無かった吉谷彩子の起用に対し否定的な意見が多く占めた。監督の渡辺はオーディションにおいてアニメ番組に合わせた声になるか、リアリティを伝えられる声のどちらかになるだろうと踏んでいたが吉谷の声（演技）はその両方を凌駕すると判断して抜擢。放送後、原作ファンは吉谷に対する懐疑的な態度を悔いたとされる。
上野 公平（うえの こうへい）
声 - 梶裕貴
風見台高校2年A組。明のクラスメイトで親友。風貌、成績ともにあまり冴えないようだが、1年生の冬からクラスが別だった丘歩子と男女交際している。そのことはクラスには秘密にしていたが、ある日、明に放課後の教室でのキスを目撃され、明と美琴には知られるようになる。
今のところ、主に丘の男女交際の相手として描かれており、明の親友としては唯一秘密を共有していることからノロケ話を聞かされる程度である。丘によると上野が丘にメロメロであることが上野と交際する動機になっており、丘の方が今のところ一枚上手である。明からは同じクラスに丘と諏訪野以外で好きな子が居る事までは聞いているが、それが美琴である事は知らない。
丘 歩子（おか あゆこ）
声 - 広橋涼
風見台高校2年A組。身長143センチときわめて小柄ながらグラマーな体型を持つ「謎の彼女X 2号」である。裸眼視力が右0.1、左0.2と強度の近視なため大きな眼鏡をかけている。髪形はショートカット。クラスの保健委員で成績は優秀で公平の家庭教師役を務めたりもする。胸以外は小学生のような外見に反してしっかり屋であり、男女関係では公平をリードする大人びた一面を持つ。
明と同様、美琴の唾液に対して強い感応性がある。美琴が体育の授業で右ヒザを怪我した際に保健室で治療のあと、美琴にジュースを差し出したときに返された容器に付いた美琴の唾液に反応して自身の右ヒザに同じ傷があらわれたことをきっかけに、美琴の特殊な能力に気づく。
ある日、明と美琴が校外で日課をしているところを目撃し、美琴の友達になろうと機会をうかがっていた。得意なことの一つに料理があり、昼食を摂らない主義だった美琴に自らの手弁当を食べさせ、互いに昼休みに弁当を一緒に分けて食べる程度に打ち解けることに成功する（ウインナー、エビフライといった様々なおかずをしょっちゅうベーコン巻きの形にしていることが多い）。弁当の後の「デザート」と称して公平との恋仲を思い出した「甘い唾液」を美琴に与えたり、美琴の口から唾液を強引に奪ってそのときの美琴の気持ちを知ろうとするなど、唾液の応用の仕方も器用である。
詮索好きで、恋愛の先輩として美琴に男女関係をレクチャーしたり、美琴の知られたくない心情を唾液を通じて察知することで読者に伝達させるなど作品では重要な役割を担っている。

### 風見台高校
中島 仁志（なかじま ひとし）
声 - 佐藤拓也
2年A組。明のクラスメイト。写真部所属。美琴が丘にヘアスタイルを変えられたときの写真を隠し撮りしクラスの男子に買わないかと誘う。明と上野を除くほとんどの男子が、美琴がアイドル・今井百夏に似ていることから買っていった。中島自身も百夏のファンで、「学校のクラスに百夏のそっくりさんがいる」という美琴の写真を同封したファンレターを送った事により、百夏が風見台に来るきっかけを作ることになる。
西田（にしだ）
声 - 古島清孝
2年A組。明のクラスメイト。公平、中島に続く三馬鹿トリオ的な存在。明と公平と同じ中学の出身。アイドル・今井百夏のファン。灰色の髪が特徴。
高宮（たかみや）
声 - 河田吉正
2年A組。明のクラスメイト。美琴が丘にヘアスタイルを変えられた時の美琴をかなり気に入っていた。短めのショートカットが特徴。
波多野（はたの）
声 - 川﨑芽衣子
2年A組。歩子の親友。赤いヘアーバンドをした女子。
矢島（やじま）
声 - 小林真麻
2年A組。ショートヘアでそばかすがある。女子で陸上部に所属。短距離走の都大会で上位の実力を持ち、美琴の脚力を見込んで陸上部への勧誘を行う。水泳は諏訪野、卜部に次いでクラス3位の実力。
天神（あまがみ）
声 - 五十嵐浩子
2年A組。明のクラスメイト。黒髪のロングストレート。お昼の給食で、三人の親友達と食べているシーンで、一瞬登場している。
尾形（おがた）
声 - 水島大宙
2年A組。サッカー部のレギュラーで、ルックスも良く、女子に人気が高いだろうと明に思わせる男子。
美琴の神秘的な雰囲気に惹かれ交際を申し込むが、よだれへの感応度の余りの低さを原因に美琴にあっさりと断られる。
諏訪野 亮子（すわの りょうこ）
声 - 藤村歩
2年A組。第51話で初登場。明と同じクラスのプリント配布収集係の女子。黒髪のロングヘアでホワーンとした垂れ目に惹かれる男子生徒は多く、元彼も数人いる。本気かからかっているのか分からない諏訪野からの距離の詰め方に明も度々ドギマギさせられ、それが原因で美琴とギクシャクする事も多い。中学の時は水泳部に所属していたため、水泳はクラスで一番速い。現在はテニス部に所属しているがほぼ幽霊部員である。プライベートのときは眼鏡をかける。アニメでは絆創膏を常備している。一回り以上年の離れた妹がおり、風呂は一緒に入っている。
松沢 穂（まつざわ みのり）
1年。明の映画研究部の女子の後輩でボブカットの髪型をしている。映画の趣味が偏っている方向で明と共通項を見出し、明に接近する。第62話で再登場したときは映研の副部長として文化祭の映画「謎の彼女Y」の脚本・監督となる。
山崎 研二（やまざき けんじ）
映画研究部の部長を務める男子生徒。自主製作映画「謎の彼女Y」のプロデューサー。
芳川（よしかわ）
2年C組の女子生徒。第77話から登場。スタイルが良く巨乳。ソフトボール大会で芳川にうっかりピッチャー返しをした上野が逆上したC組男子から一斉にタコ殴りにされるなどクラス男子からはアイドル並の人気を誇っている。目立ちたがり屋の性格で、同じ中学校だった諏訪野をライバル視している。
長谷川 司（はせがわ つかさ）
1年。第83話から登場。中島と同じく写真部所属。女子の可愛さやキレイさを表現するためにカメラを始め、また常にカメラを持ち歩いている。憧れである諏訪野が猫に舐められている場面に出くわしそのまま撮影、本人に承諾を得ずに雑誌に写真を投稿し入賞する。この事は中島から諏訪野に露見し、長谷川も謝罪するが諏訪野はキレイに撮れているという理由で咎めなかった。この出来事がきっかけで改めてモデルになってもらうよう頼みこみ諏訪野と二人で撮影をするようになる。諏訪野に対してはあくまで被写体としての憧れであり、恋愛感情はないと語っている。一方で諏訪野は偶然出くわした元彼の吉村から過去の冷たい扱われ方を誹謗された際に長谷川が助けてくれた事で好意を持ち始めているが、当の本人はまるで気が付いていない。

### その他
椿 陽子（つばき ようこ）
声 - 福圓美里
明の姉。24歳。明が幼少の頃に他界した母の代わりに、椿家の家事を取り仕切っているしっかり屋さん。明にとっての母代わりとなっている。そのため、明は姉に頭が上がらない。また、明が就職するまでは結婚はしないと宣言している。
明たちと同じ風見台高校の出身で偶然、街で挨拶をしてきた美琴を喫茶店に誘い、明も知らないような高校時代の淡い男女交際の思い出話をする。このとき、陽子は美琴と明の関係には気づいておらず、明に付き合っていそうな女の子はいないか、美琴に好きな男の子はいないかなど美琴に尋ねる。高校時代の制服を今でもクリーニングに出し、自室でこっそり着用するという趣味を持っている。
椿 広行（つばき ひろゆき）
声 - 川島得愛
明と陽子の父。明をそのまま老けさせたような顔に、髪は白髪でメガネをかけている。
椿家の様子は作中度々描かれているが、広行が家の中で登場した事はほとんど無い。陽子曰く、料理は明と同様に得意では無い模様。
早川 愛香（はやかわ あいか）
声 - 嶋村侑
星ノ瞳（ほしのめ）女学院高校2年。明の中学生時代のクラスメイトで、明が当時片思いしていた相手でもある。明とは中学時代の3年間、同じクラスで同じ委員をやっていた。髪はストレートのロングヘアだったが、後にばっさりと切っている。
初登場は明から美琴への告白シーン。ただし、直接登場はせず、写真および回想シーンのみだった。
第2話で一瞬登場したのち、第28話に髪を切った姿で再登場。付き合っていた彼氏に振られたこと、また椿の自分への想いを「知っていた」ことを明かしている。
美琴が明の彼女であること、明が美琴のよだれをなめたことがあることを知ったことをきっかけに美琴に興味を持つ。文化祭に、一日だけ彼氏のふりをしてほしいと明を呼び出し、美琴と自分のどちらのよだれが甘いか確かめるよう迫るが、実は振られた彼氏のことがまだ好きであること、好きになる相手がいつも他に好きな女の子がおり、自分のことを一途に好きでいてくれる人が欲しかったこと、そのために明が中学の頃ずっと片思いしていたと知って嬉しかったと告白。よだれによる美琴と明の間の「絆」を知った後、自分と振られた（と思い込んでいた）彼氏との間にも「絆」があることを確かめた。
有間（ありま）
声 - 江口拓也
椿陽子の元彼氏。風見台高校の出身。高校卒業まで陽子と付き合っていたが、卒業後は関西の大学へ行き最初の半年ぐらいまでは陽子と連絡取りあっていた。その後少しずつ疎遠になり今では連絡すら無くなった。
瀬尾（せお）
早川愛香の元彼氏。第34話で登場。別れの原因は「以前に付き合っていた子のことを今でも好き」に違いないという、早川の思い込み。だが、文化祭終了間際に、早川の前に現われた瀬尾は「今では早川の方がずっと好き」と告げる。そんな瀬尾に早川は自分のよだれを舐めさせ、絆の存在を確かめる。
真希（マキ）
星ノ瞳女学院の生徒。星ノ瞳祭ではプレートメイルを着た騎士のコスプレでパンフレットを配っていた。
今井 百夏（いまい ももか）
KYUN(キュン)プロダクションに所属する最近売り出し中のアイドル。愛称は「ヒャッキー」。第24話「謎の偶像」で初登場。ただし当初は「写真集」という形であり、それ以後も雑誌の表紙や看板などの形では出てきたが、本人がストーリーに絡む描写はしばらく無かった。
容姿は美琴そっくりだが、茶髪で体形は美琴よりもスレンダー、明るく人付き合いの良い性格らしい。
百夏について知った明は、本屋で彼女の写真集を購入。しかしその写真集は「私に似たアイドルなんか好きになる必要はない」と言う卜部に、パンツ・ハサミで切り刻まれる。
本人が直接登場するのは第37話「謎のハイキック」から。髪を黒く染め、卜部と全く見分けのつかない容姿で現われた。
得意技は、相手の側頭部に決めるハイキック。第37話冒頭、彼女に痴漢行為をした（らしい）サラリーマンと、卜部と間違ってよだれを舐めようとした椿と更にその様子を見て襲ってきた卜部を一撃で気絶させている。ハイキックを抑えるために拘束具を装着しているが、素早くこれを外してしまうため、あまり意味がない。動作がオーバーアクション気味。
高城（たかぎ）
今井百夏のマネージャーの男性。行方不明になった百夏を探しに風見台にやって来るが、間違えて卜部を連れて行ってしまう。
戸川 安里香（とがわ ありか）
声 - 林原めぐみ
OADに登場。『ディスコミュニケーション』からのゲスト出演。
松笛 篁臣（まつぶえ たかおみ）
声 - 優希比呂
OADに登場。『ディスコミュニケーション』からのゲスト出演。

## 謎の夢の世界
明がときどき見る夢で、混沌とした東洋的な不思議な雰囲気の都市が舞台となっている。本作品では明がこの夢を見ることにより新たなストーリーが進展する。

## 卜部の必殺技
「謎の彼女X」は必殺技のある恋愛漫画であると、第4巻の巻末にて作者が語っている。作者は新作の構想をしている最中、「物語のヒロインに普通の女の子とは違った特徴、ヒロインがヒロインであることの証明のような特技を持たせたい」と苦慮していたらしい。「よだれを彼氏に舐めさせる」という行為以外のサプライズな特徴を求めていた作者が閃いたのが、「この女の子は必殺技を持っている」という設定。以下が本作品のヒロイン卜部美琴の必殺技である。
パンツ・ハサミ
パンツの右足側に装着（ゴムの締め付けを利用して挟んでいるだけなのだが、これまでに落としたことは一度もない）された先の丸い安全ハサミによる高速の斬撃。身の危険を感じた時や、何か不愉快な物を発見した時に発動される。その破壊力は金属製の看板を粉々にするほど。それにもかかわらず、卜部は人が射程圏内にいても躊躇することなくこの技を使用する。正確な指の動きと機敏な体捌きで連なった椿の花の切り絵を作ったり、看板を人型にくり抜く、街路樹を人型に切り整えるという神業も可能。ハサミをパンツから抜き取る時とパンツに収める時に、さながら西部劇のガンマンのようにハサミを指先で回転させる。予め2本のハサミをパンツに仕込んでおくことで威力を2倍にすることも可能。
大怪笑
TPOを無視して発動される拡散型必殺技。突然高らかに大笑いすることによって、周囲の人間を「こいつとは関わらない方がいい」という心理状態に陥れる。
卜部・メデューサ・アイ
険しい目つきで睨み付けることにより、対象者を行動不能にさせる。ただし「丘歩子」には通用しない。
卜部・ザ・トルネード
全身を高速回転させる。その後よだれを、よだれによって繋がっている相手に舐めさせることで、舐めた相手はその晩不思議な夢を見る。どんなに高速回転してもパンツはギリギリ見えない。
卜部・マウス・ウォーター
卜部のよだれ。特定の相手に舐めさせることで、自分の感情や身体状況を伝達することが可能。その特定の相手のよだれを舐めることで、卜部自身も相手の感情を読み取ることが出来る。卜部や相手が体に怪我を負っている時に行うと、その負傷をお互いに共有することになる。
マウス・ウォーター・クラッシュ
卜部の「嬉しい」という感情が最高潮に達した時に発動。大量のよだれを一気に放出することで相手をパニック状態に陥れる。
上記の技名は椿明が勝手に名付けたものであり、卜部自身は「名前はない」と否定している。

## 単行本
- 植芝理一『謎の彼女X』 講談社〈アフタヌーンKC〉、全12巻
  1. 2006年8月23日初版発行（同日発売）、ISBN 4-06-314424-0
  2. 2007年6月22日初版発行（同日発売）、ISBN 978-4-06-314457-4
  3. 2008年2月22日初版発行（同日発売）、ISBN 978-4-06-314490-1
  4. 2008年11月21日初版発行（同日発売）、ISBN 978-4-06-314539-7
  5. 2009年8月21日初版発行（同日発売）、ISBN 978-4-06-314583-0
  6. 2010年6月23日初版発行（同日発売）、ISBN 978-4-06-310673-2
  7. 2011年2月23日初版発行（同日発売）、ISBN 978-4-06-310729-6
  8. 2012年2月23日初版発行（同日発売）、ISBN 978-4-06-387806-6
CD付き限定版 2012年2月23日初版発行（同日発売）、ISBN 978-4-06-358385-4
  9. 2012年8月23日初版発行（同日発売）、ISBN 978-4-06-387835-6
DVD付き限定版 2012年8月23日初版発行（同日発売）ISBN 978-4-06-358391-5
  10. 2013年5月23日初版発行（同日発売）、ISBN 978-4-06-387885-1
  11. 2014年2月21日初版発行（同日発売）、ISBN 978-4-06-387957-5
  12. 2014年11月21日初版発行（同日発売）、ISBN 978-4-06-388010-6

## 小説
- 『謎の彼女X 謎の小説版』 （講談社ラノベ文庫、佐藤ちはや著） 2012年6月1日初版発行（同日発売） ISBN 978-4-06-375234-2

椿が卜部へのプレゼントを買うため食堂でアルバイトをする「謎の愛の証明」。椿、卜部、早川、早川と復縁した瀬尾らでスキーに行く「謎の遭難」。椿と卜部がお互いの体操服を間違えて持って帰ってしまう「謎の体操着」の三本立てで構成されている。表紙、作中のイラストは植芝の描き下ろし。

## テレビアニメ
2012年4月から6月まで、独立局ほかにて放送された。原作の第0話（卜部の転入）から、第36話（星ノ瞳祭）までの内容を元に全13話に再構成されている。複数のエピソードでひとつの話を構成したり、話の順番が変更されたりしているが、原作の雰囲気は忠実に再現されている。また、原作では第51話で初登場する諏訪野亮子が前倒しで登場するファンサービスもある。

### スタッフ
- 原作 - 植芝理一（講談社「月刊アフタヌーン」連載）
- 監督 - 渡辺歩
- シリーズ構成・脚本 - 赤尾でこ
- キャラクターデザイン - 小西賢一
- 総作画監督・アイキャッチ - 金子志津枝
- 色彩設計 - 岩沢れい子
- 美術 - 池田繁美
- 撮影監督 - 関谷能弘
- 編集 - 廣瀬清志
- 音響監督 - 三間雅文
- 音楽 - 長谷川智樹
- 音楽制作 - スターチャイルドレコード
- プロデューサー - 池田慎一、吉田玄、永井理
- アニメーション制作 - フッズエンタテインメント
- 製作 - 風見台高校2年A組

### 主題歌
オープニングテーマ「恋のオーケストラ」
作詞 - 山田稔明 / 作曲・編曲 - 北川勝利 / ストリングス編曲 - 長谷泰宏 / 歌 - 吉谷彩子
第1話では未使用。
エンディングテーマ「放課後の約束」
作詞 - 山田稔明 / 作曲・編曲 - 北川勝利 / 歌 - 吉谷彩子
第13話では2番の歌詞が流れた。

### 各話リスト
| 話数   | サブタイトル               | 絵コンテ | 演出          | 作画監督                   |
| ------ | -------------------------- | -------- | ------------- | -------------------------- |
| 第1話  | 謎の彼女                   | 渡辺歩   | 上田繁        | 金子志津枝                 |
| 第2話  | 謎の絆                     | 渡辺歩   | 所俊克        | 磯野智                     |
| 第3話  | 謎の試験管                 | 小島正幸 | 中智仁        | 坂本千代子 平野勇一        |
| 第4話  | 謎のガール・ミーツ・ガール | 誌村宏明 | 江島泰男      | をがわいちろを             |
| 第5話  | 謎のファーストデート       | 関野昌弘 | 上田繁        | 山中正博 山村俊了          |
| 第6話  | 謎のステップ・アップ       | 若林信   | 江島泰男      | 高橋瑞香                   |
| 第7話  | 謎の流行風邪               | 小島正幸 | 吉井弘幸      | 吉井弘幸                   |
| 第8話  | 謎の感覚                   | 渡辺歩   | 所俊克        | 磯野智 赤尾良太郎          |
| 第9話  | 謎の「なんだかちょっと」   | 山内重保 | 山内重保      | 羽山淳一                   |
| 第10話 | 謎のアバンチュール         | 名村英敏 | 上田繁        | 小林利充                   |
| 第11話 | 謎の文化祭                 | 誌村宏明 | 中智仁        | 坂本千代子 平野勇一 島千蔵 |
| 第12話 | 謎の「ぎゅっ」             | 小島正幸 | 江島泰男      | 磯野智 山村俊了            |
| 第13話 | 謎の彼女と彼氏             | 小島正幸 | 上田繁        | をがわいちろを             |
| OAD    | 謎の夏祭り                 | 小島正幸 | Бакунин Роман | 秦洋美 清水奈津子          |

### 放送局
| 放送地域 | 放送局             | 放送期間               | 放送日時           | 放送系列       | 備考             |
| -------- | ------------------ | ---------------------- | ------------------ | -------------- | ---------------- |
| 東京都   | TOKYO MX           | 2012年4月7日 - 6月30日 | 土曜 25:30 - 26:00 | 独立局         |                  |
| 神奈川県 | tvk                | 2012年4月8日 - 7月1日  | 日曜 25:00 - 25:30 | 独立局         |                  |
| 兵庫県   | サンテレビ         | 2012年4月9日 - 7月2日  | 月曜 24:35 - 25:05 | 独立局         |                  |
| 埼玉県   | テレ玉             | 2012年4月9日 - 7月2日  | 月曜 25:00 - 25:30 | 独立局         |                  |
| 千葉県   | チバテレビ         | 2012年4月9日 - 7月2日  | 月曜 25:00 - 25:30 | 独立局         |                  |
| 愛知県   | テレビ愛知         | 2012年4月9日 - 7月2日  | 月曜 25:30 - 26:00 | テレビ東京系列 |                  |
| 京都府   | KBS京都            | 2012年4月9日 - 7月2日  | 月曜 25:30 - 26:00 | 独立局         |                  |
| 日本全域 | AT-X               | 2012年4月10日 - 7月3日 | 火曜 8:30 - 9:00   | CS放送         | リピート放送あり |
| 北海道   | テレビ北海道       | 2012年4月11日 - 7月4日 | 水曜 25:50 - 26:20 | テレビ東京系列 |                  |
| 日本全域 | BS11               | 2012年4月13日 - 7月6日 | 金曜 23:00 - 23:30 | BS放送         | ANIME+枠         |
| 日本全域 | ニコニコチャンネル | 2012年4月13日 - 7月6日 | 金曜 24:00 更新    | ネット配信     |                  |

### OAD
2012年8月23日発売の単行本第9巻限定版に、オリジナルアニメDVD「謎の夏祭り」が付属している。椿明が卜部と一緒に夏祭りに行くというシチュエーションは原作第27話「謎の暑中見舞い」を元にしているが、丘・上野と一緒にダブルデートになったり、行方不明になった卜部を探したりとオリジナルの要素が大幅に加えられている。ゲストキャラクターとして、原作者・植芝理一の作品『ディスコミュニケーション』より、メインキャラクターの戸川安里香と松笛篁臣が登場。キャストは1996年当時のラジオドラマ（後にCD化）のままに戸川を林原めぐみ、松笛を優希比呂が演じる。制作スタッフ・キャストはテレビアニメ版と同じ。